# Marija Kiriljenko
Marija Jurjevna Kiriljenko (rus. Мария Юрьевна Кириленко, Moskva, 25. siječnja 1987.) umirovljena je ruska tenisačica.

## Životopis
Marija Kiriljenko započela je profesionalnu karijeru 2001. godine, a godinu dana kasnije osvojila je juniorski US Open. Do danas ima osamnaest osvojenih WTA naslova, šest u pojedinačnoj konkurenciji i dvanaest u igri parova. Svoj prvi pojedinačni naslov proslavila je na China Openu 2005. godine, svladavši u finalu Njemicu Annu-Lenu Grönefeld. Na Grand Slam turnirima zasad su joj najveći uspjesi četvrtfinala Australian Opena iz 2010 i Wimbledona iz 2012, te Roland Garrosa iz 2013. godine. Najbolji plasman u karijeri ostvarila je u lipnju 2013. godine, kada je bila 10. igračica svijeta. U paru s Nadjom Petrovom osvajačica je brončane medalje na OI u Londonu 2012.
Kiriljenko igra tenis od 7. godine života. Roditelji su joj Olga i Jurij, ujedno i njezin trener. Kao svoje uzore navodi Rogera Federera i Jennifer Capriati.

## Stil igre
Kiriljenko je agresivna igračica osnovne crte, koja odigrava dvoručni backhand te svoje udarce šalje velikom snagom i preciznošću. Također se dobro kreće po terenu te se lako prebacuje između obrambene i napadačke igre. Omiljeni joj je udarac forehand, nakon kojeg zna izaći i na mrežu, a ima i jedan od boljih voleja i poluvoleja u ženskom tenisu.

## Osvojeni turniri

### Pojedinačno (6 WTA)
| Br. | Datum             | Turnir    | Suparnica u finalu          | Rezultat         |
| 1.  | 5. rujna 2005.    | Peking    | Anna-Lena Grönefeld         | 6:3, 6:4         |
| 2.  | 23. rujna 2007.   | Kolkata   | Marija Koritseva            | 6:0, 6:2         |
| 3.  | 20. travnja 2008. | Estoril   | Iveta Benešová              | 6:4, 6:2         |
| 4.  | 15. lipnja 2008.  | Barcelona | María José Martínez Sánchez | 6:0, 6:2         |
| 5.  | 18. rujna 2008.   | Seul      | Samantha Stosur             | 2:6, 6:1, 6:4    |
| 6.  | 3. veljače 2013.  | Pattaya   | Sabine Lisicki              | 5:7, 6:1, 7:6(1) |

## Rezultati na Grand Slam turnirima
| Grand Slam      | 2003. | 2004. | 2005. | 2006. | 2007. | 2008. | 2009. | 2010. | 2011. | 2012. | 2013. |
| --------------- | ----- | ----- | ----- | ----- | ----- | ----- | ----- | ----- | ----- | ----- | ----- |
| Australian Open | -     | -     | 2k    | 3k    | 3k    | 4k    | 1k    | 1/4F  | 2k    | 3k    | 4k    |
| Roland Garros   | -     | 2k    | 1k    | 3k    | 2k    | 2k    | 1k    | 4k    | 4k    | 2k    | 1/4F  |
| Wimbledon       | -     | 1k    | 2k    | 1k    | 1k    | 1k    | 2k    | 3k    | 3k    | 1/4F  |       |
| US Open         | 3k    | 2k    | 2k    | 3k    | 3k    | 1k    | 3k    | 3k    | 4k    | 3k    |       |

## Plasman na WTA ljestvici na kraju sezone
| 2002. | 2003. | 2004. | 2005. | 2006. | 2007. | 2008. | 2009. | 2010. | 2011. | 2012. | 2013. |
| ----- | ----- | ----- | ----- | ----- | ----- | ----- | ----- | ----- | ----- | ----- | ----- |
| 417.  | 122.  | 111.  | 25.   | 30.   | 25.   | 29.   | 63.   | 20.   | 28.   | 14.   |       |

## Vanjske poveznice
- Službena stranica  Arhivirana inačica izvorne stranice od 4. prosinca 2012. (Wayback Machine) (engl.)
- Profil na stranici WTA Toura